# Configuration management database
 (août 2018).
Si vous disposez d'ouvrages ou d'articles de référence ou si vous connaissez des sites web de qualité traitant du thème abordé ici, merci de compléter l'article en donnant les références utiles à sa vérifiabilité et en les liant à la section « Notes et références ».

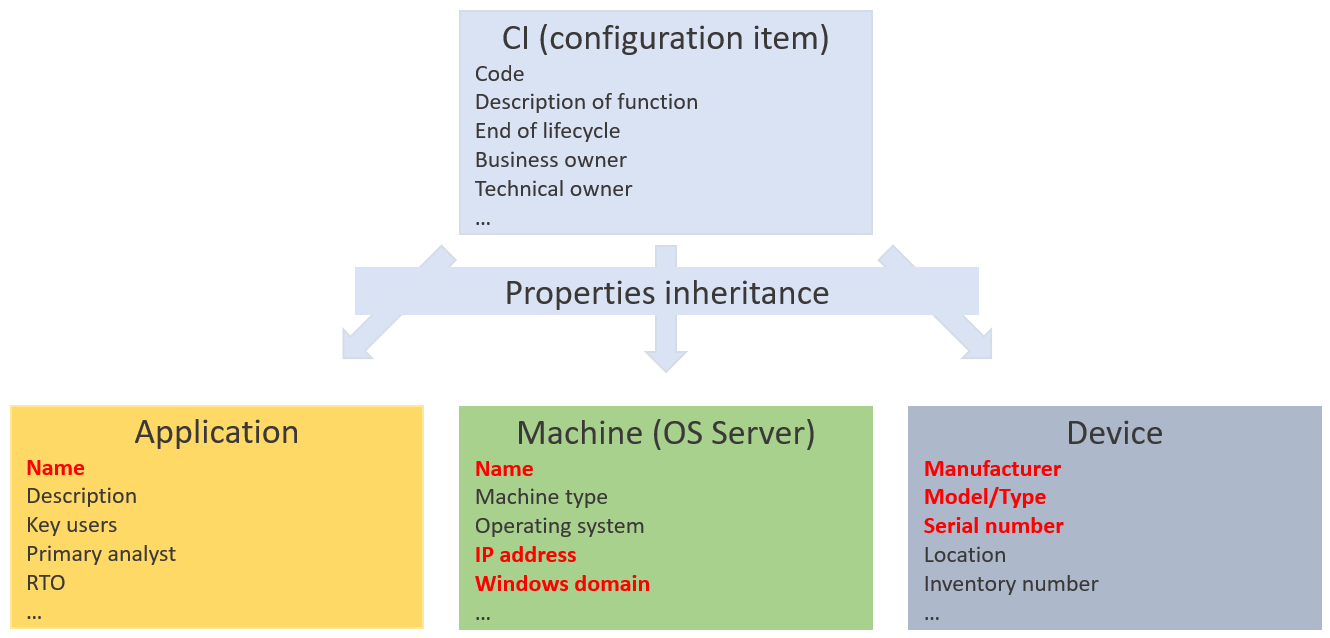
Configuration Items d'une CMDB

La configuration management database (abrégé CMDB), ou base de données de gestion de configuration, est une base de données unifiant les composants d'un système informatique. Elle permet d'en comprendre l'organisation et d'en modifier la configuration. La CMDB est un composant fondamental d'une architecture ITIL.
Une base de données de gestion de configuration contient des informations sur les principaux composants du système d'information (appelés configuration items ou CI) et des détails sur les relations importantes entre eux. Un CI est une instance d'une entité disposant d'attributs modifiables : par exemple un ordinateur, un processus ou un employé. Un facteur de succès clé lors de l'implémentation d'une CMDB est la capacité à récupérer automatiquement des informations concernant les CI (auto-discovery) et à suivre les changements au fur et à mesure.
Les bases de données de gestion de configuration contiennent des métadonnées et par conséquent leur utilisation peut entrer en conflit avec le concept de dépôt de métadonnées tel que déployé dans les grandes organisations informatiques. La gestion des configurations en tant que processus traite de la manière dont les données sont mises à jour, ce qui est justement une faiblesse des dépôts de métadonnées. Les CMDB apportent alors la gestion des historiques. De plus, elles s'intègrent dans le processus ITIL plus global et apportent une cohérence à la gestion du système d'information.

## Représentations schématiques
Les structures schématiques d'une CMDB, également appelées schémas de base de données, prennent plusieurs formes. Deux des formes les plus courantes sont celles d'un modèle de données relationnel et d'un modèle de données sémantique.
Les modèles de données relationnelles sont basés sur une logique de prédicat de premier ordre et toutes les données sont représentées en termes de tuples regroupés en relations. Dans le modèle relationnel, les enregistrements associés sont liés avec une "clé", où la clé est unique à la définition du type de données d'une entrée. Ces modèles relationnels fournissent des méthodes déclaratives pour spécifier des données et des requêtes. En d'autres termes, les utilisateurs indiquent directement quelles informations la base de données contient et quelles informations ils veulent y retrouver, et laissent le système de base de données se charger de la description des structures de données pour stocker les données et des procédures de récupération pour répondre aux requêtes.
Les modèles de données sémantiques reposent généralement sur le cadre de description des ressources qui cartographie la relation entre un certain nombre de choses grâce à l'utilisation de descripteurs de relation, donnant un contexte à la façon dont les choses sont liées les unes aux autres.